# Régiment Royal-Cravates cavalerie
Le régiment Royal-Cravates cavalerie est un régiment de cavalerie du royaume de France, puis de la République française et du Premier Empire, formé en 1667 avec les débris de régiments croates au service de la France.

## Création et différentes dénominations
- 20 mai 1667 : création du régiment Royal-Cravates cavalerie
- 1er janvier 1791 : renommé 10e régiment de cavalerie
- 24 septembre 1803 : transformé en cuirassiers, le 10e régiment de cuirassiers
- 1815 : licencié

## Colonels et mestres de camp
- 20 mai 1667 : Louis Victor de Rochechouart, comte  de Vivonne, maréchal de camp le 21 mars 1664, général des galères le 18 janvier 1670, maréchal de France le 30 juillet 1675, † 15 septembre 1688
- 13 janvier 1669 : Camille d’Hostun, comte puis duc de Tallard, brigadier de cavalerie le 25 février 1677, maréchal de camp le 24 août 1688, lieutenant général le 30 mars 1693, maréchal de France le 14 janvier 1703, † 30 mars 1728
- septembre 1679 : comte de Goësbriand, † 1685
- 10 juin 1685 : François de La Rochefoucauld, marquis de Chefboutonne puis comte de Roucy, brigadier le 30 mars 1693, maréchal de camp le 3 janvier 1696, lieutenant général le 23 décembre 1702, † 29 novembre 1721
- 10 mai 1692 : Jacques Tanneguy Le Veneur, comte de Tillières[1]
- 1er août 1697 : Yves Emmanuel, comte d’Alègre, † 9 mai 1705
- 21 octobre 1705 : Jacques de Chabannes, marquis de Curton, brigadier le 1er février 1719, maréchal de camp le 20 février 1734, lieutenant général le 1er mars 1738, † 9 octobre 1742
- mars 1719 : N. de Grandpré, marquis de Joyeuse
- 12 avril 1725 : Michel Charles Dorothée de Roncherolles, marquis de Pont-Saint-Pierre, brigadier le 1er janvier 1740, maréchal de camp le 2 mai 1744, lieutenant général le 10 mai 1748
- 27 février 1742 : François Marie Le Danois, marquis de Cernay, brigadier le 2 mai 1744, maréchal de camp le 27 juillet 1747, lieutenant général le 25 août 1749
- 27 juillet 1747 : N., marquis de Flachsland
- 10 octobre 1755 : René Mans de Froulay, comte de Tessé
- 3 janvier 1770 : Louis François du Bouchet de Sourches, marquis de Tourzel
- 19 novembre 1786 : Joseph François Louis Charles César, comte de Damas
- 10 mars 1788 : Honoré Anne Charles Maurice Grimaldi, duc de Valentinois
- 5 février 1792 : Charles Joseph Randon de Pully
- 25 février 1792 : Marc Pierre de La Turmelière
- 1793 : N. de Grave
- 21 mars 1794 : N. Oswald
- 28 juin 1795 : Gaspard Dubouchat
- 22 avril 1797 : Pierre François Lataye
- 5 octobre 1806 : Samuel François Lhéritier
- 10 août 1809 : N. Franck
- 21 mai 1812 : Pierre Adrien, baron de Lahuberdière

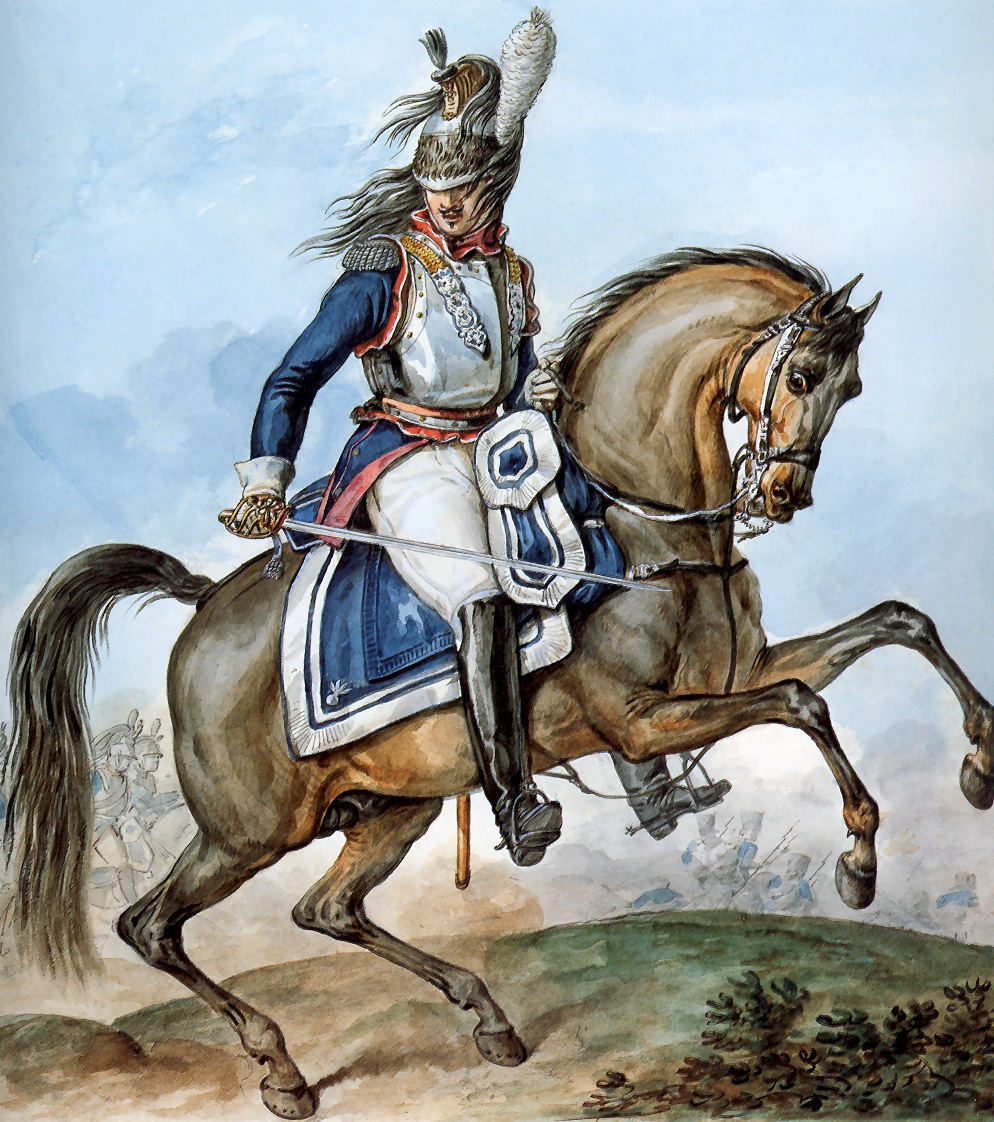
Colonel du 10e régiment de cuirassiers, illustration de La Grande Armée de 1812, de Carle Vernet.

## Historique des garnisons, combats et batailles
régiment Royal-Cravates cavalerie
- 1667-1668 : guerre de Dévolution
- 1672-1678 : guerre de Hollande
- 1684 : Roussillon
- 1688-1697 : guerre de la Ligue d'Augsbourg
- 1701-1713 : guerre de Succession d'Espagne

15 novembre 1703 : bataille de Spire
Le 10 juillet 1714, il reçoit l'incorporation du régiment de dragons-étrangers de Rennepont
- 1719 : Espagne
- 1734 : guerre de Succession de Pologne
- 1740-1748 : guerre de Succession d'Autriche

Le 11 mai 1745, le régiment prend part à la bataille de Fontenoy
- 1756-1763 : guerre de Sept Ans

1760 : bataille de Corbach
Le 1er décembre 1761 il est renforcé par incorporation du régiment de Chabrillan cavalerie
10e régiment de cavalerie
Le 10e régiment de cavalerie a fait les campagnes de 1792 à 1794 à l’armée de la Moselle. Ce régiment était à la bataille de Valmy, le 20 septembre 1792.

Campagnes des ans IV et V à l’armée de Sambre-et-Meuse ; an VI aux armées d’Allemagne et de Mayence ; an VII aux armées de Mayence, du Danube et du Rhin ; ans VIII et IX à l'armée du Rhin. Faits d’armes : affaires de Kirhberg et de Beuren, le 5 juin 1800.
10e régiment de cuirassiers
Le 10e régiment de cuirassiers a fait les campagnes de l’an XIV au corps de réserve de cavalerie ; 1806 au 4e corps de réserve de la Grande Armée ; 1807 et 1808 au 4e corps de grosse cavalerie de la Grande Armée ; 1809 et 1810 à l’armée du Rhin et aux 3e et 2e corps de réserve de cavalerie de l’armée d’Allemagne ; 1812 au corps d’observation de l’Elbe ; 1813 et 1814 au 2e corps de cavalerie de la Grande Armée et garnison de Hambourg ; 1815 à la 3e division de cavalerie de réserve.
Après son licenciement en 1815, il est versé dans le nouveau 1er régiment de cuirassiers.
6 étendards « de ſoye bleue, Soleil au milieu, et 4 fleurs de lys aux coins, brodées & frangées d’or ».

Étendards
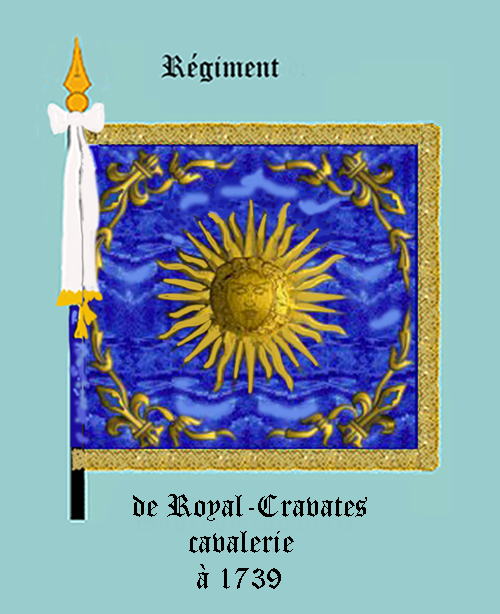
régiment Royal-Cravates cavalerie jusqu’à 1739, avers
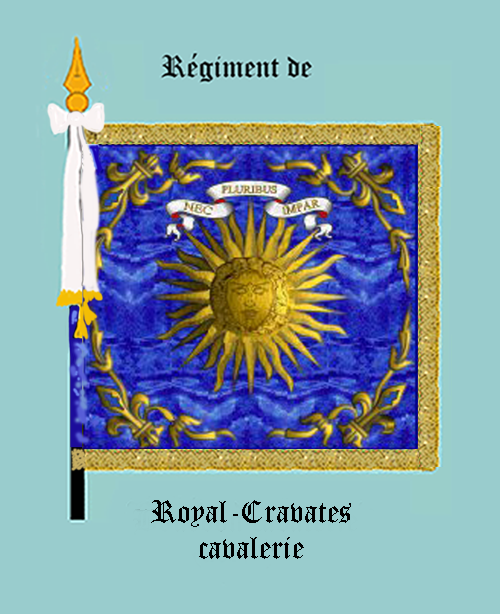
régiment Royal-Cravates cavalerie après 1739, avers
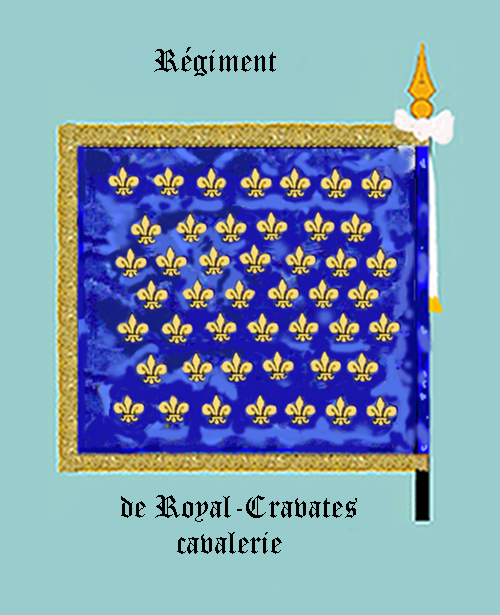
régiment Royal-Cravates cavalerie, revers (1667 à 1791)
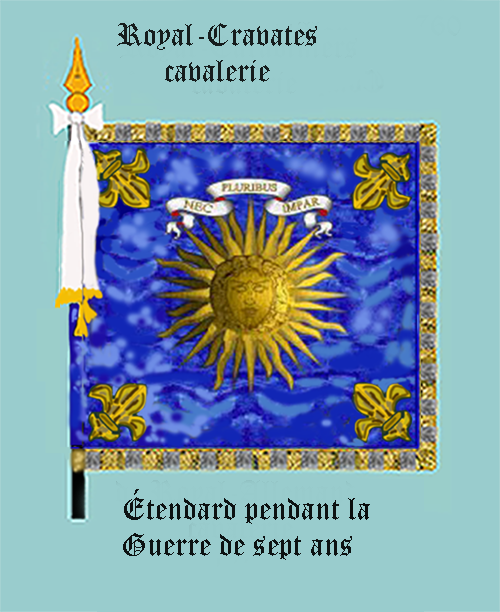
régiment Royal-Cravates cavalerie, revers (pendant de la Guerre de sept ans)
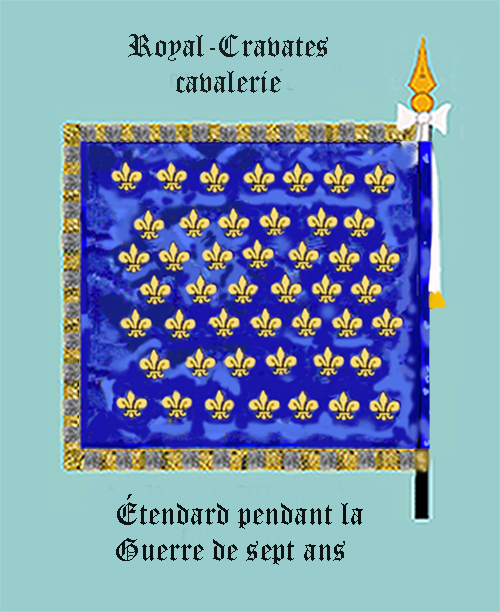
régiment Royal-Cravates cavalerie, revers (pendant de la Guerre de sept ans)

Uniformes
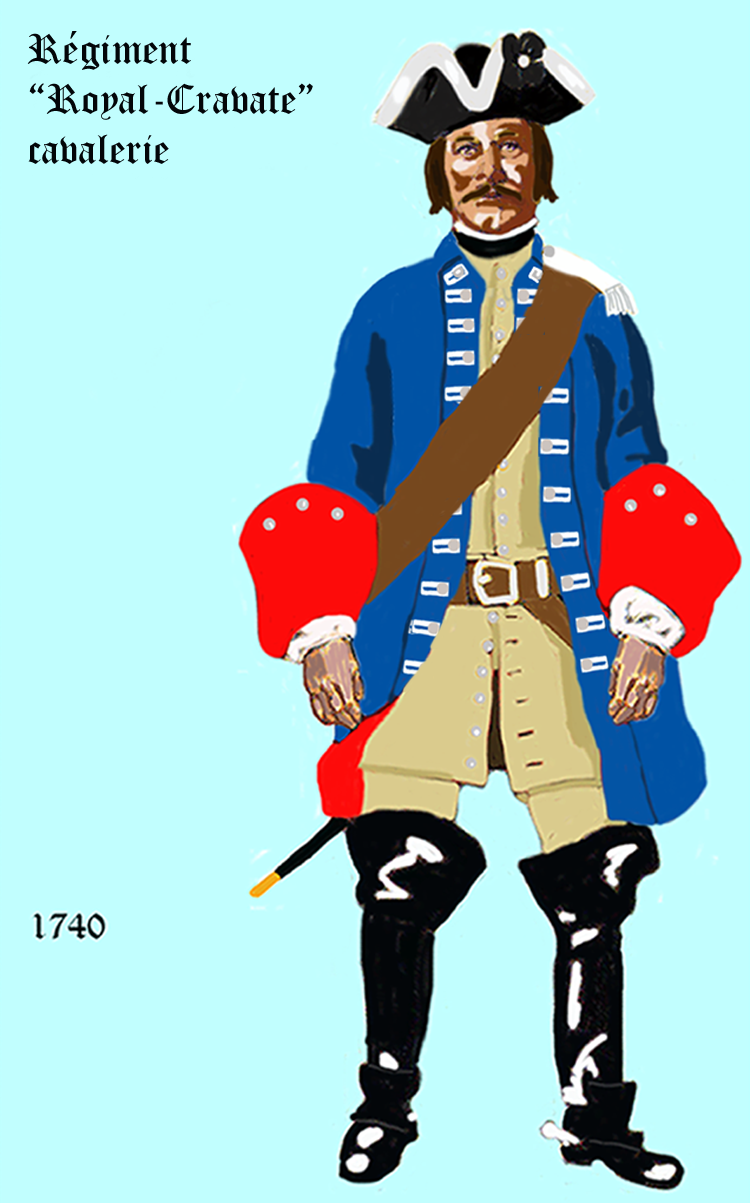
régiment Royal-Cravates cavalerie de 1740 à 1757
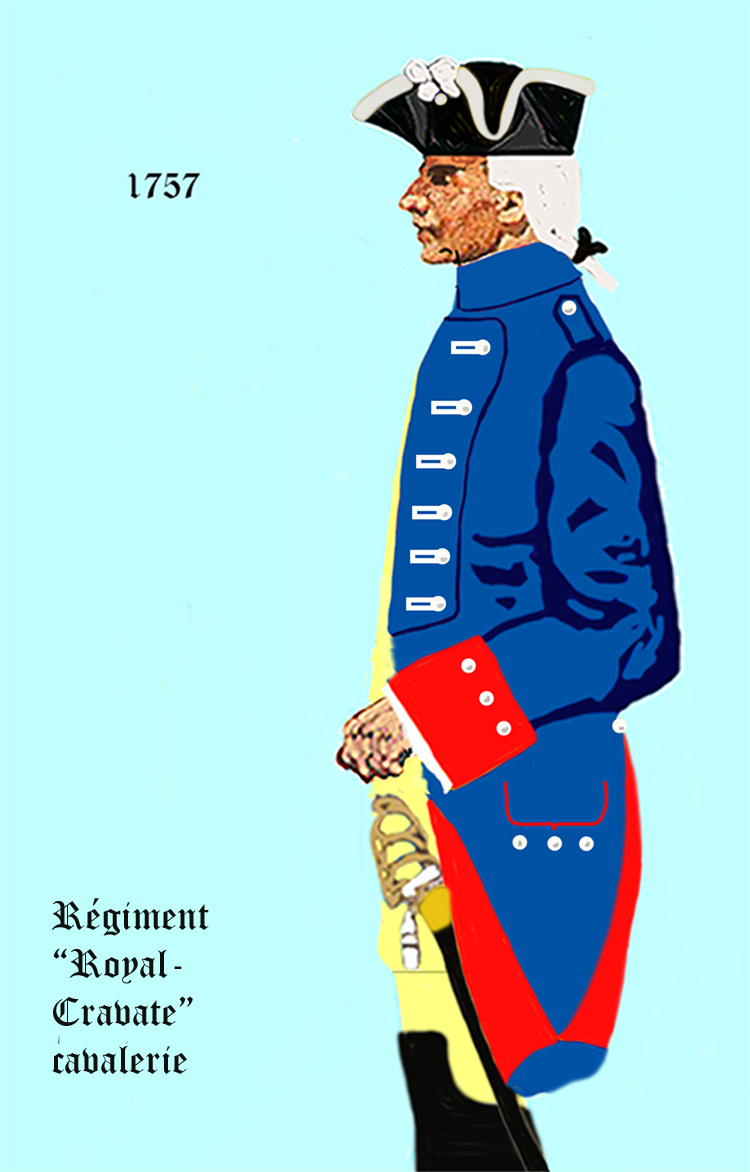
régiment Royal-Cravates cavalerie de 1757 à 1762
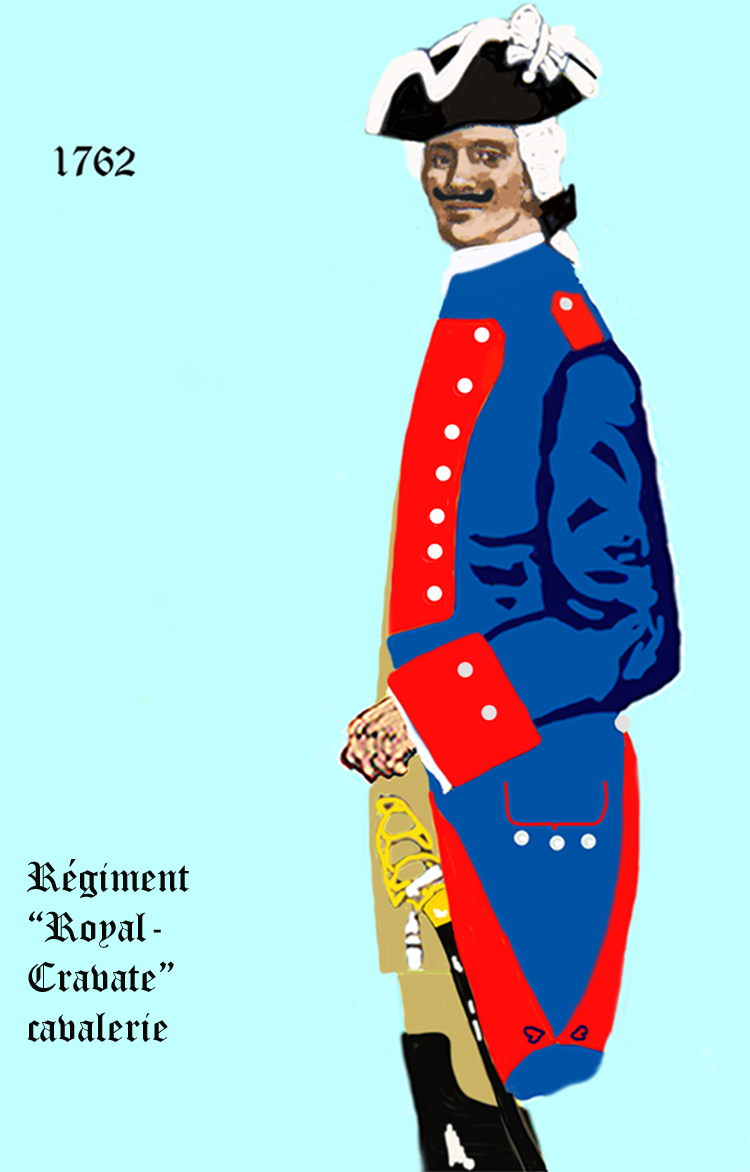
régiment Royal-Cravates cavalerie de 1762 à 1767
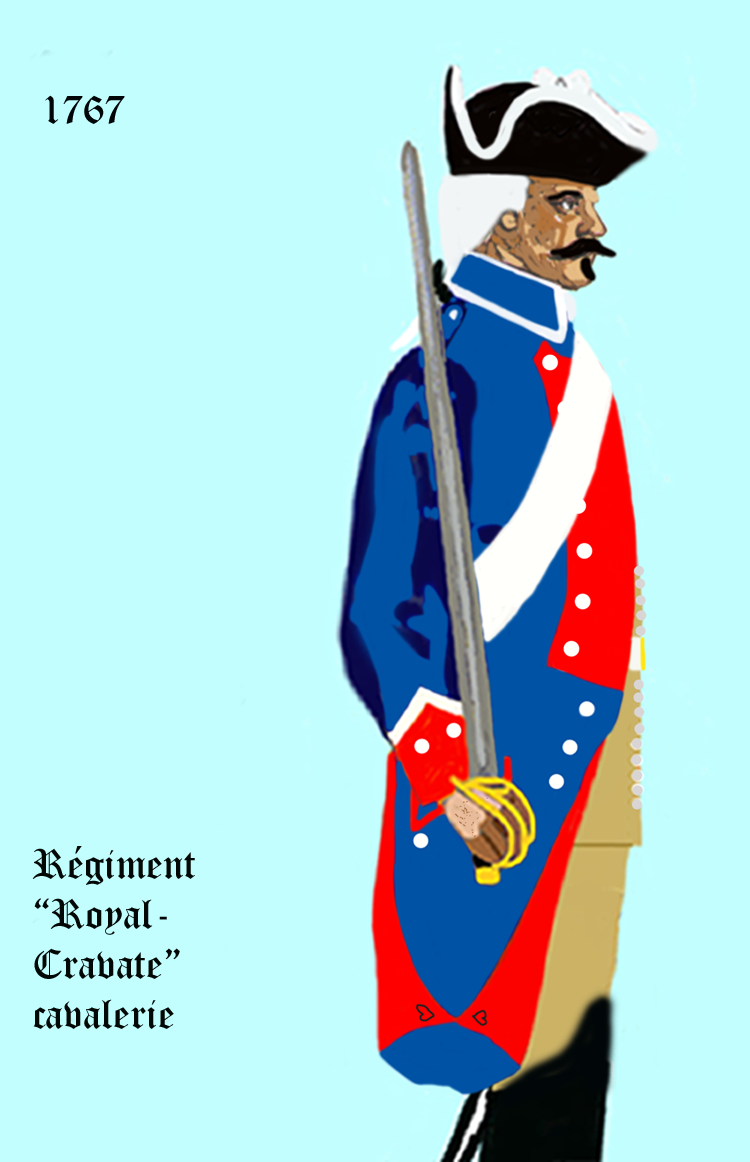
régiment Royal-Cravates cavalerie de 1767 à 1776
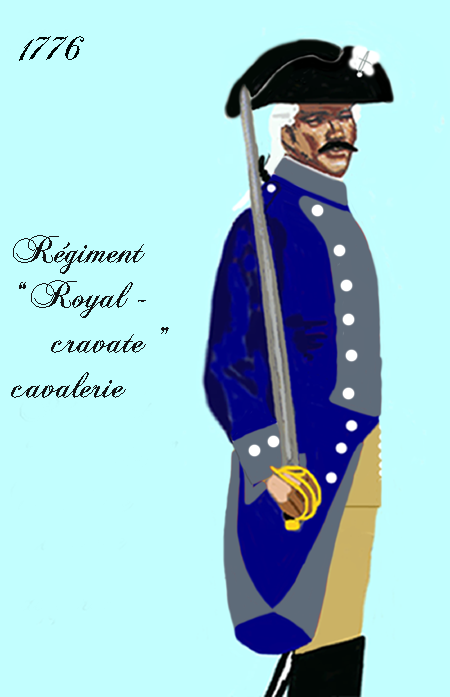
régiment Royal-Cravates cavalerie de 1776 à 1791
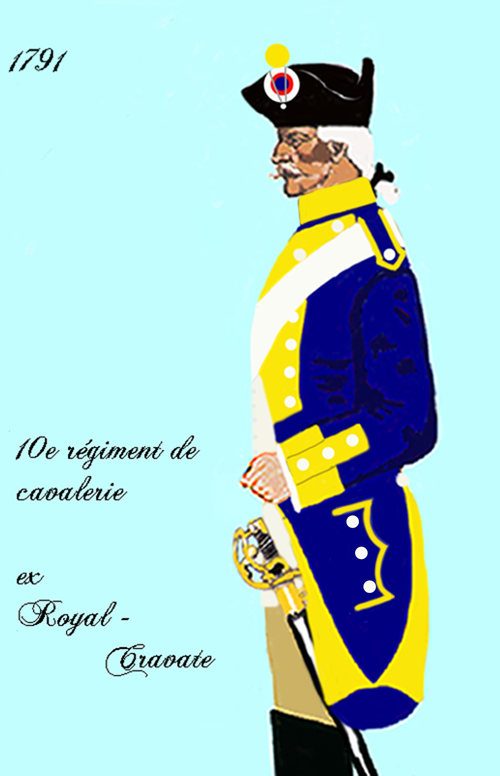
10e régiment de cavalerie de 1791 à 1803

## Mémoire et traditions

### Personnalités ayant servi au régiment
Les maréchaux de Rochechouart, de Tallard et Yves d'Alègre ont servi dans les rangs du régiment.

### Lieux et objets de mémoire
- Plaque à la mémoire des Croates ayant combattu avec les armées françaises, sur un mur de l’hôtel des Invalides[4]